# جغد در مقابل بامبو
جغد در مقابل بامبو (به انگلیسی: Owl vs Bombo) یک فیلم سینمایی هنگ کنگی در ژانر کمدی و اکشن محصول سال ۱۹۸۴ که توسط سامو هونگ تهیه و کارگردانی شده‌است.

## بازیگران
- سامو هونگ به عنوان «بامبو» چان روز اول
- جرج لام به عنوان «جغد» وونگ یان فو
- دینی ایپ به عنوان جویس لونگ
- میشل یئو به عنوان خانم یونگ
- فصل ما به عنوان بانی لئونگ
- استنلی فونگ به عنوان چونگ / بازرس فونگ
- فیلیپ چان به عنوان سرپرست
- وو ما به عنوان پیشخدمت
- رونالد وونگ به عنوان چان مینگ
- چونگ کینگ پو به عنوان Wah / بازرس Lui
- جیمز تین آ او گونگ
- فونگ کینگ-مرد به عنوان ستوان طلا گونگ
- دیک وی به عنوان مرد عن گونگ
- تای سان به عنوان مرد طلا گونگ
- تای پو به عنوان عضو باند
- هوانگ ولز به عنوان عضو باند
- سان کوی به عنوان عضو باند
- بیلی چان به عنوان عضو باند
- شم چان پو به عنوان عضو باند
- Wellson Chin به عنوان عضو باند
- یوئن میو به عنوان عضو باند
- لی چی کیت به عنوان عضو باند
- هان یی به عنوان یکی از لوازم جانبی جغد خواند
- Yat-poon Chai به عنوان یکی از لوازم جانبی بوف
- تدی ییپ به عنوان پیشخدمت
- چارلی چو به عنوان مدیر بانک
- چین کا-لوک به عنوان Thug in Alley
- جانی چونگ به عنوان تام در کوچه
- لاو چائو به عنوان توگ
- یام هو به عنوان برادر لون
- Tsang Choh-lam به عنوان پیشخدمت
- نگ مین کان به عنوان پلیس
- لی فت یوئن به عنوان رئیس بزرگ
- چو کام-کنگ به عنوان گارد امنیتی در بانک
- کا لی به عنوان کارمند بانک
- چونگ چی ممنوعه به عنوان وکیل چو
- هوی یینگ سو به عنوان عمو چوی
- سام وونگ به عنوان دانشجو
- تیموتی زائو به عنوان دانشجو
- چو بال تانگ به عنوان دانشجو
- جوی لئونگ - دانشجو